# Haaposaari (ö i Kajanaland, Kajana, lat 64,02, long 28,41)
Haaposaari är en ö i Finland. Den ligger i sjön Kiantajärvi och i kommunen Sotkamo i den ekonomiska regionen  Kajana ekonomiska region  och landskapet Kajanaland, i den centrala delen av landet, 500 km norr om huvudstaden Helsingfors. Öns area är 1 hektar och dess största längd är 160 meter i nord-sydlig riktning.